# Elvasia elvasioides
Elvasia elvasioides är en tvåhjärtbladig växtart som först beskrevs av Jules Émile Planchon, och fick sitt nu gällande namn av Ernest Friedrich Gilg. Elvasia elvasioides ingår i släktet Elvasia och familjen Ochnaceae. Inga underarter finns listade i Catalogue of Life.